# Debregeasia saeneb
Debregeasia saeneb är en nässelväxtart som först beskrevs av Peter Forsskål, och fick sitt nu gällande namn av Frank Nigel Hepper och Wood. Debregeasia saeneb ingår i släktet Debregeasia och familjen nässelväxter. Inga underarter finns listade i Catalogue of Life.